# Nepenthes kerrii
Nepenthes kerrii este o specie de plante carnivore din genul Nepenthes, familia Nepenthaceae, ordinul Caryophyllales, descrisă de M. Catal. și Kruetr.. Conform Catalogue of Life specia Nepenthes kerrii nu are subspecii cunoscute.

## Galerie de imagini

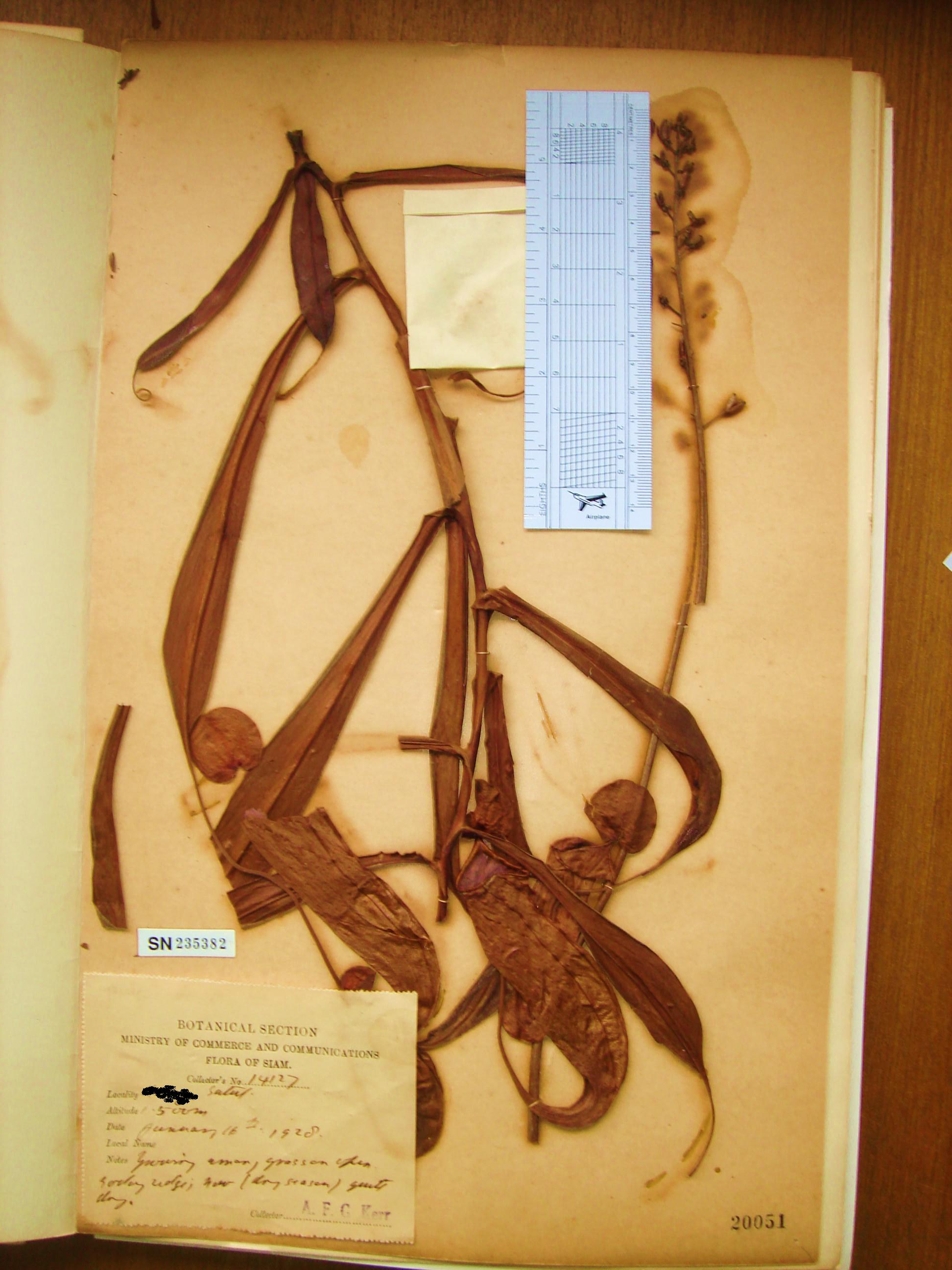
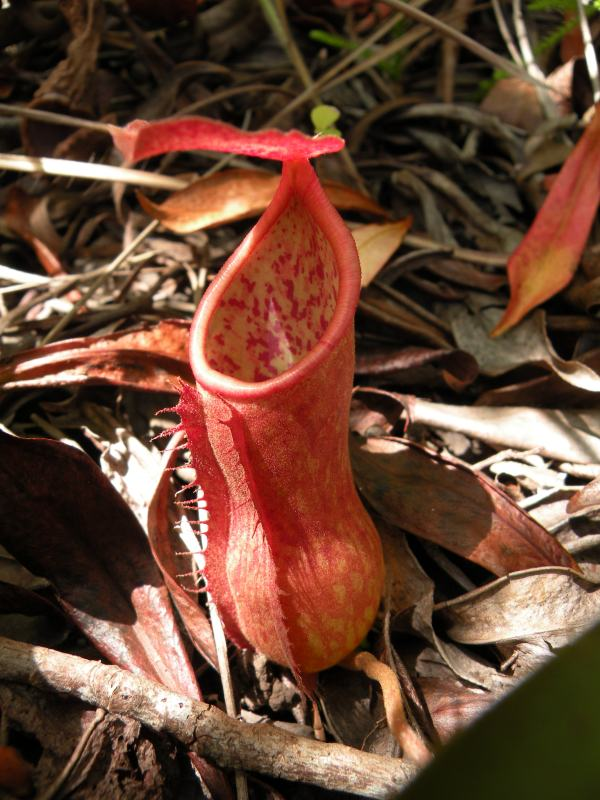